# Sör-Vimmarvattnet
Sör-Vimmarvattnet är en sjö i Sollefteå kommun i Ångermanland och ingår i Ångermanälvens huvudavrinningsområde. Sjön har en area på 1,39 kvadratkilometer och ligger 288 meter över havet. Sjön avvattnas av vattendraget Kvarnån.

## Delavrinningsområde
Sör-Vimmarvattnet ingår i det delavrinningsområde (705776-150377) som SMHI kallar för Utloppet av Sör-Vimmarvattnet. Medelhöjden är 348 meter över havet och ytan är 15,93 kvadratkilometer. Det finns inga avrinningsområden uppströms utan avrinningsområdet är högsta punkten. Kvarnån som avvattnar avrinningsområdet har biflödesordning 3, vilket innebär att vattnet flödar genom totalt 3 vattendrag innan det når havet efter 158 kilometer. Avrinningsområdet består mestadels av skog (77 procent). Avrinningsområdet har 1,4 kvadratkilometer vattenytor vilket ger det en sjöprocent på 8,8 procent.